# Fukujerija
Fukujerija (kod Karavle hrvatsko ime roda napisano je u obliku fukurijerija, lat. Fouquieria), rod i samostalna biljna porodica u redu vrjesolike koju čini nekoliko vrsta grmova i drveća u pustinjskim krajevima na jugozapadu SAD-a i susjednog Meksika.
Fukujerije su donekle nalik kaktusima, ali su im nesrodne, nekada su ukljkučivane u samostalni red Fouquieriales.
Ime roda dano je u čast francuskog liječnika i profesora medicine Pierra Fouquiera.

## Opis
Fouquieriaceae, porodica iz reda Ericales, koja se sastoji od 11 vrsta u rodu Fouquieria. Porijeklom iz pustinja zapadne Sjeverne Amerike, vrste Fouquieria često su malo razgranati grmovi ili drveća sa spiralno raspoređenim listovima koji opadaju tijekom suše (tj. lišće opada tijekom sušne sezone). Listovi na nekim biljkama nalaze se blizu jedno uz drugo, dok su oni na drugima dobro odvojeni i često imaju peteljke (stabljike lista) modificirane u bodlje nakon što ostatak lista otpadne. Cvjetovi su često crveni ili narančasti i imaju jako srasle latice s 10 ili više prašnika. Većinu vrsta oprašuju kolibrići ili šišmiši, a sjeme se raznosi vjetrom.

## Vrste
1. Fouquieria burragei Rose
2. Fouquieria columnaris Kellogg ex Curran
3. Fouquieria diguetii (Tiegh.) I.M.Johnst.
4. Fouquieria fasciculata (Willd. ex Roem. & Schult.) Nash
5. Fouquieria formosa Kunth
6. Fouquieria leonilae Miranda
7. Fouquieria macdougalii Nash
8. Fouquieria ochoterenae Miranda
9. Fouquieria purpusii Brandegee
10. Fouquieria shrevei I.M.Johnst.
11. Fouquieria splendens Engelm.